# Magic Potion
Albums de The Black Keys
Live in Austin, TX
(2006) Attack and Release
(2008)
Magic Potion est le quatrième album paru en 2006 du duo américain de blues rock The Black Keys. Il s'agit de leur premier album réalisé pour le label actuel du groupe : Nonesuch Records. De plus c'est la première fois que le groupe compose entièrement tous les morceaux.

## Musiciens
- Dan Auerbach : guitare et chant.
- Patrick Carney : batterie.

## Liste des morceaux
Tous les morceaux sont des compositions de Dan Auerbach et de Patrick Carney.
1. Just Got to Be - 3:01
2. Your Touch - 2:45
3. You're the One - 3:29
4. Just a Little Heat - 3:42
5. Give Your Heart Away - 3:27
6. Strange Desire - 4:22
7. Modern Times - 4:22
8. The Flame - 4:36
9. Goodbye Babylon - 5:56
10. Black Door - 3:31
11. Elevator - 3:44.

## Artwork
Un Œuf de Fabergé est représenté sur la pochette. À l'intérieur de l'album il y a une photo d'un œuf sur le plat. Un faucon est représenté sur la pochette arrière.